# 周佐
周佐（15世紀—16世紀），字廷臣，江西廣信府永豐縣人，明朝政治人物。

## 生平
周佐是正德五年（1510年）舉人，九年（1514年）成進士，獲授松江推官，曾上疏民弊二十事獲採納，嘉靖五年（1526年）調任湖州通判有聲譽，陞禮部祠祭司員外郎，負責纂修諸廟祀禮儀，八年（1529年）外轉為湖廣按察司僉事。

## 引用
1. 1 2  同治《廣豐縣志·卷八·人物志》：周佐，字廷臣，正德進士，除松江司理，常疏陳民弊二十事多見採納，遷祠部郎，纂修諸廟祀禮，出為湖廣僉事聲績益懋。 前志
2. ↑  同治《廣豐縣志·卷七·選舉志》：進士……正德九年甲戌科唐臯榜 周佐 僉事，見傳，擢祠部郎，山西兵備僉事，湖廣司臬，有傳……舉人……正德五年庚午科……周佐 見進士
3. ↑  同治《湖州府志·卷六十二·名宦錄》：周佐，江西永豐人，進士，嘉靖五年任湖州通判，政聲遠著，民皆樂之，陞禮部員外郎。 栗志
4. ↑  《明世宗肅皇帝實錄·卷一百四》：（嘉靖八年八月辛未）陞浙江按察司僉事孫元為四川按察司副使，禮部祠祭司員外郎周佐為湖廣按察司僉事。